# Nobuhiko Ōbayashi
Nobuhiko Ōbayashi (大林宣彦, Ōbayashi Nobuhiko), né le 9 janvier 1938 à Onomichi et mort le 10 avril 2020 à Setagaya, est un réalisateur japonais, scénariste et monteur de films et de publicités pour la télévision qui est bien connu pour son style visuel surréaliste.
Il a commencé sa carrière en tant que figure de pionnier dans le cinéma expérimental japonais pendant les années 1960 avant de passer à la réalisation d'œuvres plus commerciales pour la télévision et le cinéma. Bien qu'il reste peu connu en dehors du Japon, ses 50 années de carrière furent prolifiques.

## Biographie
Nobuhiko Ōbayashi est né dans la ville d'Onomichi au Japon. Il est le fils aîné d'une famille qui fait partie d'une longue lignée de médecins. Après que son père est appelé au front durant la Seconde Guerre mondiale, il est élevé dès la petite enfance par ses grands-parents maternels. Pendant son enfance et son adolescence, Ōbayashi suit de nombreuses activités artistiques, telles que le dessin, l'écriture, et le piano. Il porte un intérêt croissant pour l'animation et le cinéma.

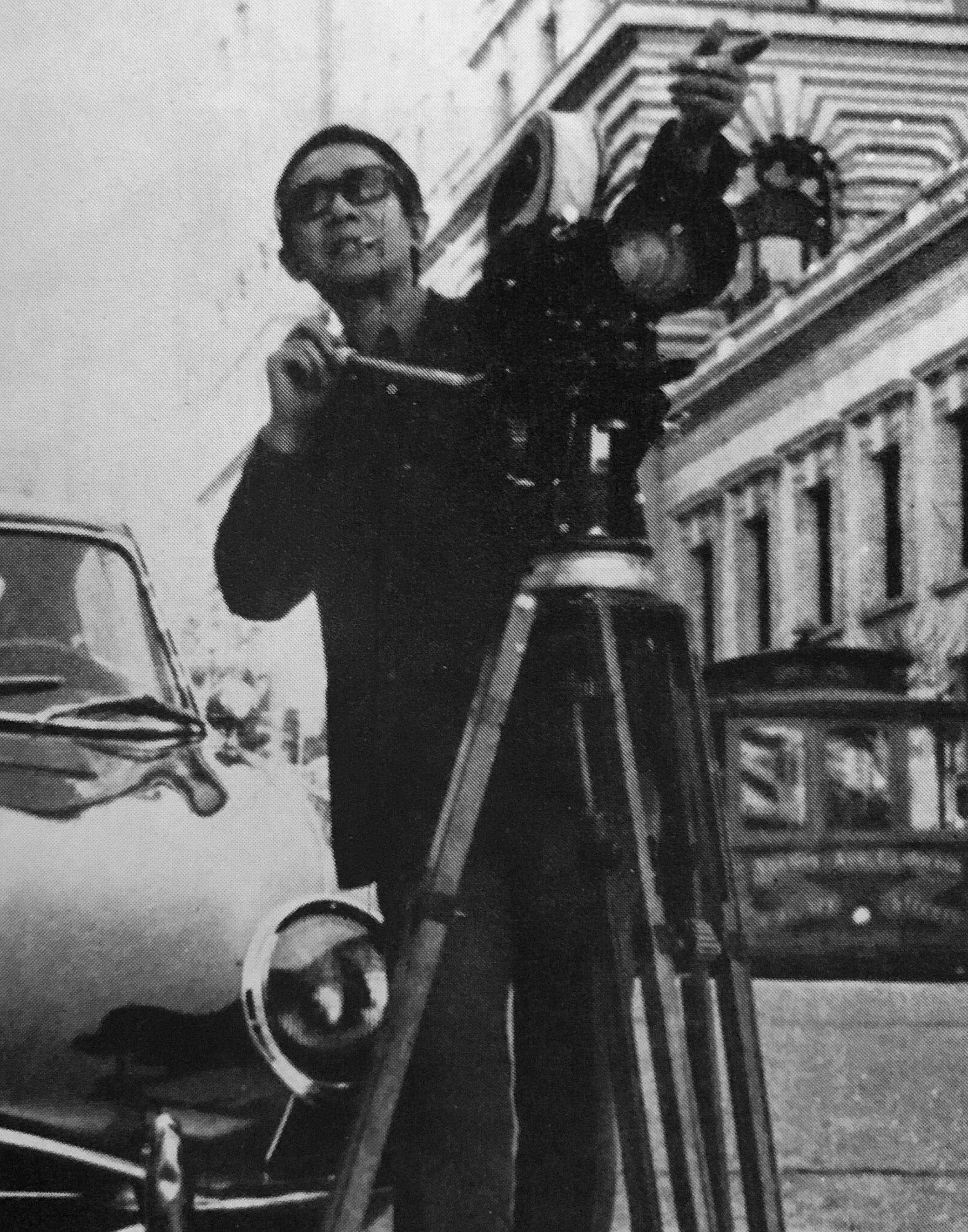
Nobuhiko Ōbayashi en 1967.

Sous la pression de son père, il se présente aux examens d'entrée de la faculté de médecine, mais abandonne aussitôt afin de poursuivre ses ambitions artistiques. En 1956, il est admis à la faculté d'arts plastiques de l'Université de Seijo où il commence à travailler avec les pellicules 8 et 16 mm. Vers la fin de ses études à l'université, Ōbayashi commence à travailler sur une série de films expérimentaux. Avec les travaux d'autres cinéastes tels que Shuji Terayama et Donald Richie, ses films donneront le ton du cinéma expérimental japonais des années 1960. Dans ses premiers films expérimentaux, Nobuhiko Ōbayashi utilise un certain nombre de techniques d'avant-garde qu'il réintégrera plus tard dans son œuvre. Bien que ces films aient tendance à être de nature personnelle, ils ont pu toucher un large public grâce à leur distribution par l'Art Theatre Guild.
Après son départ de l'université, Nobuhiko Ōbayashi gagne sa vie comme réalisateur de publicités télévisées, tout en continuant à réaliser ses films expérimentaux. Les publicités télévisées d'Ōbayashi ont un attrait visuel similaires à celle de ses œuvres expérimentales. Dans les années 1970, il commence une série de publicités destinées au public japonais mettant en scène des vedettes internationales telles que Catherine Deneuve, Sophia Loren, Kirk Douglas ou encore Charles Bronson. Il sera l'auteur de près de 3000 films publicitaires tout au long de sa carrière.
Nobuhiko Ōbayashi réalise son premier long métrage, la comédie d'horreur House, en 1977. Le film utilise un mélange d'astuces photographiques et de techniques d'avant-garde pour obtenir ses effets visuels surréalistes. À partir des années 1980, il continue de faire des films de long métrage en adoptant un style plus populaire. Il est particulièrement reconnu pour ses films sur le passage à l'âge adulte. Des films tels que La Nouvelle de la classe (1982) et Futari (1991) développent ce thème tout en conservant les éléments de fantaisie surréaliste propre à son univers visuel.
Dans les années 2010, il réalise une trilogie sur la guerre avec Casting Blossoms to the Sky (2012), Seven Weeks (2014) et Hanagatami (2017).
Diagnostiqué d'un cancer du poumon au stade 4 en 2016, les médecins ne lui donnent que trois mois à vivre, Nobuhiko Ōbayashi continue pourtant de tourner et sort encore deux films avant de s'éteindre à l'âge de 82 ans le 10 avril 2020 à son domicile de Setagaya à Tokyo,,.

## Filmographie
Sauf indication contraire, les titres en français se basent sur la filmographie de Nobuhiko Ōbayashi dans l'ouvrage Le Cinéma japonais de Tadao Satō.

### Courts métrages

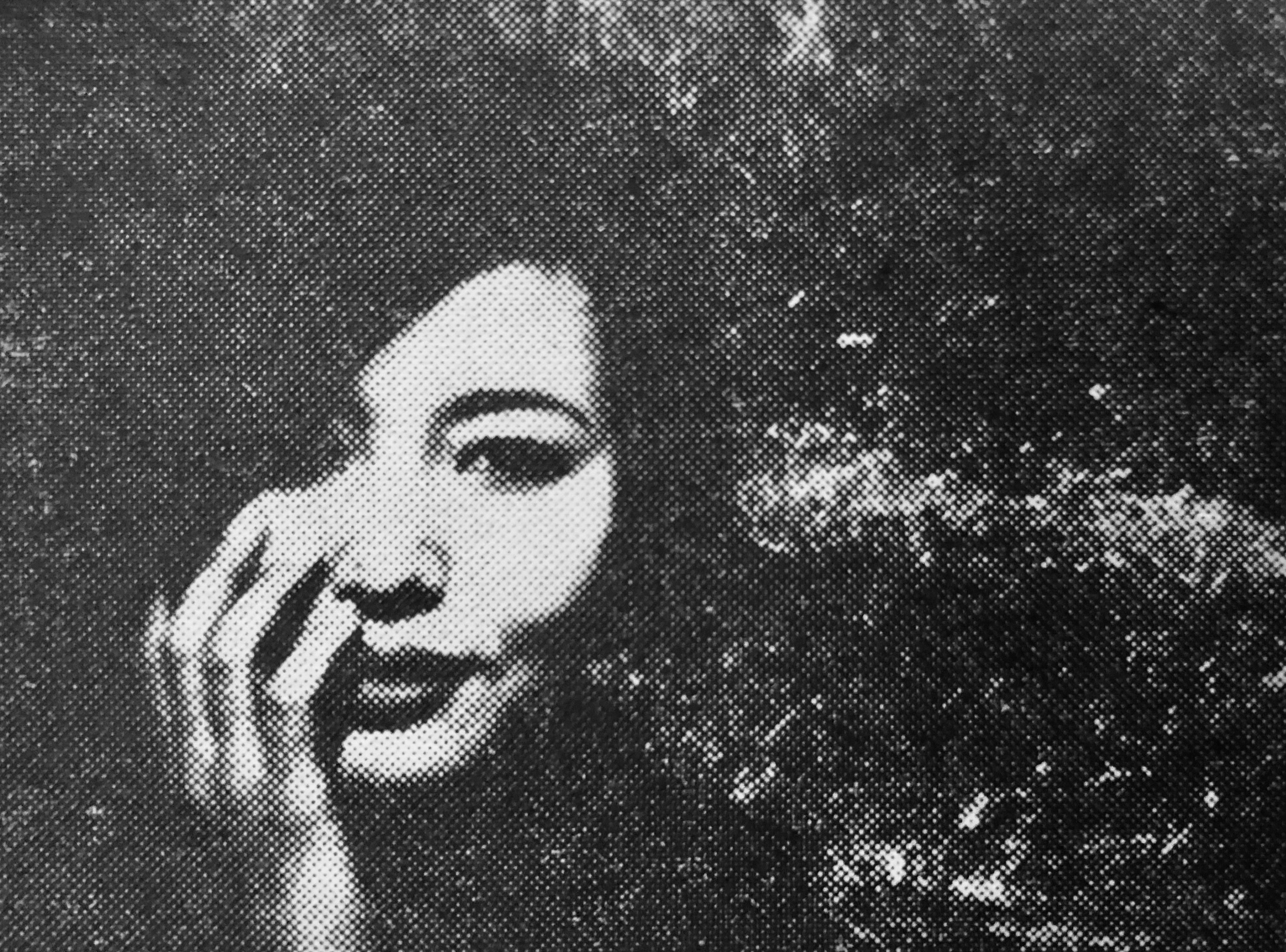
Émotion - Un après-midi de légende - Quand a-t-on vu Dracula ? (1966).

- 1944 : L'Île au trésor de Popeye (ポパイの宝島, Popei no takarajima?) (animation dessinée à la main)
- 1945 : Le Professeur Tout-Fou (マヌケ先生, Manuke sensei?) (animation dessinée à la main)
- 1952 : King Kong (キングコング, Kingu Kongu?) (poupées animées)
- 1957 : Nuage-jeunesse (青春・雲, Seishun・kumo?)
- 1957 : Petit à petit (だんだんこ, Dandanko?)
- 1957 : Mémoires du sommeil (眠りの記憶, Nemuri no kioku?)
- 1958 : La Fille dans le dessin (絵の中の少女, E no naka no shōjo?)
- 1960 : Jeudi (木曜日, Mokuyōbi?)
- 1961 : La Route Nakasendo (中山道, Nakasendō?)
- 1962 : Un après-midi pour M. T. (T氏の午後, T-shi no gogo?)
- 1962 : Le Pense-bête (形見, Katami?)
- 1963 : Onomichi (尾道?)
- 1963 : L'Homme qui a mangé (喰べた人, Tabeta hito?)
- 1964 : Complexe - Le Cristal fébrile ou le chemin de promenade du cortège funèbre sur une valse de bavardage triste (Complexe=微熱の玻璃あるいは悲しい饒舌ワルツに乗って葬列の散歩道, Complexe = Binetsu no hari arui wa kanashī jozetsu warutsu ni notte sōretsu no sanpodō?)
- 1966 : Émotion - Un après-midi de légende - Quand a-t-on vu Dracula ? (EMOTION=伝説の午後・いつか見たドラキュラ, Emotion = Densetsu no gogo - Itsuka mita Dorakura?)
- 1968 : Confession - Le Voyage amoureux vers la guillotine lointaine (CONFESSION=遥かなるあこがれギロチン恋の旅, Confession = Haruka naru akogare girochin koi no tabi?)
- 1969 : Portons un toast dans la paume de la main (てのひらの中で乾杯/キリンビールのできるまで, Tenohira no naka de kanpai / Kirin bīru no dekiru made?)
- 1970 : Mémoires de la mer - Dans une direction solitaire (海の記憶＝さびしんぼう・序, Umi no kioku ＝ Sabi shinbōjo?)
- 1971 : Olélé, olala (オレレ・オララ, Orere orara?)
- 1971 : Jérémie à Rio (ジェルミ・イン・リオ, Jerumi in Rio?)
- 1972 : Stampede Country (スタンピード・カントリ, Sutanpiido kantori?)
- 1972 : Album des dinosaures heureux (ハッピー・ダイナノサウルス・アルバム, Happii dainanosaurusu arubamu?)

### Cinéma
- 1977 : House (ハウス, Hausu?)
- 1977 : Le Visiteur des prunelles (ja) (瞳の中の訪問者, Hitomi no naka no hōmon-sha?)
- 1978 : Furimukeba ai (ja) (ふりむけば愛?)
- 1979 : La Dernière Aventure de Kōsuke Kindaichi (ja) (金田一耕助の冒険, Kindaichi Kosuke no boken?)
- 1981 : The Aimed School (ja) (ねらわれた学園, Nerawareta gakuen?)[7]
- 1982 : La Nouvelle de la classe[8] ou Adieu à moi[9] (転校生, Tenkōsei?)
- 1983 : The Girl Who Leapt Through Time (時をかける少女, Toki o kakeru shōjo?)[7]
- 1984 : La Ville morte (ja) (廃市, Haishi?)[10]
- 1984 : Un garçon nommé Kenya (少年ケニヤ, Shōnen Keniya?)
- 1984 : L'Île la plus proche du Paradis (ja) (天国にいちばん近い島, Tengoku ni ichiban chikai shima?)
- 1985 : Le Garçon triste (ja) (さびしんぼう, Sabishinbō?)
- 1985 : La Pente des sœurs (ja) (姉妹坂, Shimaizaka?)
- 1986 : Sa moto, son île (ja) (彼のオートバイ、彼女の島, Kare no ōtobai, kanojo no shima?)
- 1986 : Poisson d'avril (ja) (四月の魚, Shigatsu no sakana?)
- 1986 : Allons à la campagne, à la montagne, au bord de la mer (ja) (野ゆき山ゆき海べゆき, Noyuki yamayuki umibeyuki?)
- 1987 : L'École emportée (漂流教室, Hyōryū kyōshitsu?)
- 1988 : La Légende de la fidélité au Japon - Deux types bizarres - Groupe de gens détraqués (ja) (日本殉情伝 おかしな二人 ものくるほしきひとびとの群れ, Nippon junjōden: Okashina futari: Monokuru hoshiki hitobito no mure?)
- 1988 : Les Désincarnés (異人たちとの夏, Ijin-tachi to no natsu?)
- 1989 : Pastèques à la pékinoise (ja) (北京的西瓜, Pekin-teki suika?)
- 1991 : Futari (ふたり?)
- 1992 : Mon cœur appartient à papa (私の心はパパのもの, Watakushi no kokoro wa papa no mono?)
- 1992 : La Raison pour laquelle elle ne se marie pas (彼女が結婚しない理由, Kanojo ga kekkon shinai riyū?)
- 1992 : Seishun dendekedekedeke (青春デンデケデケデケ?)
- 1993 : Nostalgie lointaine (ja) (はるか、ノスタルジィ, Haruka, nosutarujii?)
- 1993 : Emporté par les flots : Samurai Kids (ja) (水の旅人 侍KIDS, Mizu no tabibito : Samurai kizzu?)
- 1994 : Femme épanouie (ja) (女ざかり, Onna zakari?)
- 1995 : Demain (ja) (あした, Ashita?)
- 1998 : Mikeneko Hōmuzu no suiri: Direkutāzu katto (三毛猫ホームズの推理 ＜ディレクターズ・カット＞?)
- 1998 : Sada (SADA〜戯作・阿部定の生涯, Sada: Gesaku · Abe Sada no shōgai?)
- 1998 : Kaze no uta ga kikitai (ja) (風の歌が聴きたい?)
- 1998 : Reibyō densetsu: Gekijōban (麗猫伝説 劇場版?)
- 1999 : Ano natsu no hi: Tondero jiichan (ja) (あの、夏の日 －とんでろ　じいちゃん－?)
- 2000 : Manuke sensei (マヌケ先生?)
- 2000 : Yodogawa Nagaharu monogatari: Kōbe hen sainara (淀川長治物語・神戸篇 サイナラ?)
- 2001 : Kokubetsu (告別?)
- 2002 : Nagoriyuki (ja) (なごり雪?)
- 2004 : Riyū (ja) (理由?)
- 2007 : Tenkōsei: Sayonara anata (ja) (転校生 -さよなら あなた-?)
- 2007 : 22 sai no wakare - Lycoris: Ha mizu hana mizu monogatari (ja) (22才の別れ Lycoris 葉見ず花見ず物語?)
- 2008 : Sono hi no mae ni (ja) (その日のまえに?)
- 2012 : Kono sora no hana: Nagaoka hanabi monogatari (ja) (この空の花 -長岡花火物語?)
- 2014 : No no nanananoka (ja) (野のなななのか?)
- 2017 : Hanagatami (ja) (花筐?)[11]
- 2019 : Umibe no eigakan – Kinema no tamatebako (ja) (海辺の映画館―キネマの玉手箱?)[12]

### Clip vidéo
- 2013 : AKB48 So Long!

## Distinctions
Sauf indication contraire, les informations mentionnées dans cette section peuvent être confirmées par la base de données cinématographiques IMDb,  présente dans la section « Liens externes ».

### Décorations
- 2004 : médaille au ruban pourpre
- 2009 : Ordre du Soleil levant, 4e classe[13]
- 2019 : Personne de mérite culturel[14]

### Récompenses
- 1978 : prix Blue Ribbon du meilleur nouveau réalisateur pour House et Le Visiteur des prunelles
- 1985 : prix Kinema Junpō des lecteurs du meilleur film pour Sabishinbō
- 1989 : prix Mainichi du meilleur réalisateur pour Les Désincarnés[15]
- 1990 : Corbeau d'argent au Festival international du film fantastique de Bruxelles pour Les Désincarnés
- 1995 : prix du meilleur montage à l'Asia-Pacific Film Festival pour Onna-zakari
- 1998 : prix du meilleur montage à l'Asia-Pacific Film Festival pour Sada
- 1998 : prix FIPRESCI de la Berlinale pour Sada[16]
- 2015 : prix du meilleur film pour Seven Weeks lors du 29e Takasaki Film Festival[17]

### Sélections et nominations
- 1989 : prix du meilleur réalisateur pour Les Désincarnés et La Légende de la fidélité au Japon - Deux types bizarres - Groupe de gens détraqués aux Japan Academy Prize[18]
- 1989 : Saint George d'or pour Les Désincarnés au festival international du film de Moscou[19]
- 1993 : prix du meilleur réalisateur pour La raison pour laquelle elle ne se marie pas, Mon cœur appartient à papa et Une jeunesse folle de rock aux Japan Academy Prize[20]
- 1994 : prix du meilleur montage pour Nostalgie lointaine et Emporté par les flots : Samurai Kids aux Japan Academy Prize[21]
- 1995 : Coupe d'or pour Demain au festival international du film de Shanghai
- 1998 : Sélection officielle en compétition à la Berlinale pour Sada[22]
- 2013 : Noves Visions Experimenta Award pour Casting Blossoms to the Sky au festival international du film de Catalogne